# 살아남은 아이
"살아남은 아이"는 2018년에 개봉한 대한민국의 영화이다.

## 줄거리
인테리어 가게를 운영하는 부부 성철(최무성)과 미숙(김여진)은 6개월 전 고등학생 아들 은찬을 잃었다. 친구들과 물놀이를 하던 중 은찬은 친구 기현(성유빈)을 구하고 숨졌다. 성철은 사고 이후 기현이 학교를 그만두고 배달 아르바이트를 하고 있다는 것을 알게 되고, 기현에게 인테리어 기술을 가르친다. 아들이 살린 목숨이 아니라 아들의 목숨을 앗아간 존재로 기현을 대했던 미숙도 차츰 소년에게 마음을 연다. 그렇게 은찬의 빈자리를 기현이 채워갈 때쯤, 기현의 입을 통해 물놀이 사고에 얽힌 진실이 폭로된다.

## 캐스팅
- 최무성 : 진 사장 역
- 김여진 : 미숙 역
- 성유빈 : 기현 역

- 김경익 : 오현규 역
- 문영동 : 도배팀장 역
- 이화룡 : 담임 역
- 박찬 : 최준영 역
- 김도영 : 준영엄마 역
- 류의현 : 오정석 역
- 정회중 : 한석 역
- 김상우 : 지홍 역
- 이민재 : 성우 역
- 정태성 : 호성 역
- 공상아 : 지숙 역
- 성열석 : 공무원 역
- 김추월 : 교장 역
- 박주용 : 인부 1 역
- 손석배 : 인부2 역
- 박영진 : 인부 3 역
- 백정집 : 인부 4 역
- 김광식 : 성 사장 역
- 송숙희 : 성사장아내 역
- 박성연 : 현규아내 역
- 엄옥란 : 김사장아내 역
- 최요한 : 호성아빠 역
- 윤부진 : 지홍엄마 역
- 이승훈 : 지홍아빠 역
- 김재만 : 성우아빠 역
- 김기송 : 김 형사 역
- 장준휘 : 최 형사 역
- 홍상표 : 정 형사 역
- 김도현 : 치킨집사장 역
- 곽자형 : 검사 역
- 전석찬 : 지구대경찰 역
- 안민영 : 집주인 역
- 김준범 : 산부인과 의사 역
- 김혜원 : 산부인과 간호사 역
- 최찬숙 : 미숙엄마 역
- 한진성 : 한석 형 역
- 김재성 : 군청 사회자 역
- 장승화 : 사진사 역
- 김상범 : 군수 역
- 조남현 : 김 사장 역
- 왕효정 : 유아복매장 직원 역
- 이순옥 : 도배사 심사관 역
- 이유리 : 임산부 부부 역
- 이다윗 : 은찬 역 (우정출연)

## 수상 내역
| 연도 | 상                                     | 수상 부문                    |
| ---- | -------------------------------------- | ---------------------------- |
| 2017 | 제22회 부산국제영화제                  | 국제영화평론가협회상(신동석) |
| 2017 | 제43회 서울독립영화제                  | 최우수장편상(신동석)         |
| 2018 | 무주산골영화제                         | 무주관객상(신동석)           |
| 2018 | 제19회 부산영화평론가협회상            | 각본상(신동석)               |
| 2018 | 제19회 부산영화평론가협회상            | 신인연기자상(성유빈)         |
| 2018 | 제38회 한국영화평론가협회상            | 영평 11선                    |
| 2019 | 제6회 들꽃영화상                       | 남우주연상(성유빈)           |
| 2019 | 제6회 들꽃영화상                       | 시나리오상(신동석)           |
| 2019 | 제28회 부일영화상                      | 신인 남자 연기상(성유빈)     |
| 2019 | 제9회 시네마테크KOFA가 주목한 한국영화 | 선정작(신동석)               |
| 2019 | 제39회 황금촬영상                      | 신인남우상(성유빈)           |